# Simone Giertz
Simone Giertz   (Estocolm, 1 de novembre de 1990) de nom complet Simone Luna Louise Söderlund Giertz és una inventora sueca, fabricant, entusiasta de la robòtica, presentadora de televisió i YouTuber professional. També va treballar com a periodista esportiva d'arts marcials mixtes i com a editora per al lloc web oficial suec Sweden.se. Té més de 2'5 milions de subscriptors en el seu canal de YouTube.

## Biografia
Simone Giertz s'ha referrit al personatge de dibuixos animats Gyro Gearloose, de Disney, com una de les seves primeres inspiracions. Va estudiar enginyeria física a la universitat, però va deixar la carrera al cap d'un any per a anar a estudiar a Hyper Island (Estocolm), on es va interessar en la programació i la robòtica. El seu interès per l'electrònica va començar el 2013, quan va construir un casc per a raspallar-se les dents per a un episodi pilot d'una sèrie infantil. L'episodi no es vA estrenaI Giertzr el va pujar a YouTube, començant així la seva carrera a la plataforma.
Giertz es fa dir a si mateixa «La Reina dels Robots Merdosos», i dirigeix un canal de YouTube en què mostra les seves invencions. Originalment el canal se centrava en aparells que intentaven automatitzar tasques quotidianes però que sempre fracassaven estrepitosament, oferint un espectacle còmic. Entre les seves creacions hi ha un rellotge despertador que bufeteja l'usuari, un aplicador de llapis labial, i un aparell per a rentar-se els cabells.
El 2016 es va unir a Tested.com, on va col·laborar amb Adam Savage en el seu primer projecte: un casc per a menjar crispetes. El 2017, va protagonitzar el programa de televisió de comèdia anomenat Manick, amb Nisse Hallberg, per al canal TV6 de la televisió Sueca. La trama bàsica del programa és que els presentadors inventen solucions creatives i divertides per a problemes quotidians.
Posteriorment la Simone «va renunciar a la seva corona» (com a Reina dels Robots Merdosos) i va decidir que no volia continuar fabricant robots deliberadament inútils. En canvi, volia provar les seves habilitats intentant fabricar coses que funcionessin bé i que tinguessin utilitat. Des de llavors ha fabricat diversos mobles per a casa seva, així com la primera camioneta elèctrica Tesla (abans fins i tot que el propi Elon Musk n'anunciés l'oficial).

## Família i vida personal
Des de juliol de 2016, Giertz viu a San Francisco, Califòrnia.
El cognom de la seva família és d'origen baix alemany. És filla de Caroline Giertz, novel·lista i presentadora de televisió, a qui ella descriu com una «caçafantasmes» degut que va treballar al reality xou de televisió paranormal Det Okända. És descendent del fundador d'Ericsson Lars Magnus Ericsson.
Als setze anys, va passar un any a la Xina com a estudiant d'intercanvi. Es va quedar a Hefei, on va aprendre mandarí bàsic. Durant la seva estada a la Xina va fer una aparició en una sitcom xinesa anomenada Huan Xi Longo Xia Dang (xinès: 欢喜龙虾档: , La feliç llagosta del restaurant), a la qual va interpretar a Catherine, una noia estatunidenca que es casava amb un xinès.
També va assistir breument al Real Institut de Tecnologia Suec (KTH), on va estudiar Física.
El 30 d'abril de 2018, va anunciar al seu canal de YouTube que se li havia diagnosticat un tumor cerebral benigne, al qual va acabar anomenant «Brian». Després de la cirurgia per a extirpar el meningioma de grau I el 30 de maig de 2018, va continuar publicant relats còmics i optimistes del seu progrés posterior a la cirurgia i va incloure-hi fotos de la seva «potencial cicatriu de superdolenta» així com un vídeo en el seu compte de Patreon. El 18 de gener de 2019, va informar que el seu tumor havia tornat, i es va haver de sotmetre a unes sessions de radioteràpia que van ser les que finalment van acabar amb en Brian.
Al llarg del procés patològic, Giertz va fabricar diversos artefactes inspirats en els successos. D'altra banda, una part del tumor que li van extirpar va ser portat a l'Antàrtida per la seva amiga investigadora Ariel Waldman, a petició de Giertz.
El 17 de març de 2020, Giertz va decidir donar tots els seus guanys de Patreon del mes anterior als mecenes que necessitessin una mica d'ajuda econòmica a conseqüència de la pandèmia de COVID-19.